# Подскале (Свентокшиське воєводство)
Подскале (пол. Podskale) — село в Польщі, у гміні Опатовець Казімерського повіту Свентокшиського воєводства.
Населення — 145 осіб (2011).
У 1975-1998 роках село належало до Келецького воєводства.

## Демографія
Демографічна структура на день 31 березня 2011 року:
|          | Загалом | Допрацездатний вік | Працездатний вік | Постпрацездатний вік |
| -------- | ------- | ------------------ | ---------------- | -------------------- |
| Чоловіки | 66      | 10                 | 46               | 10                   |
| Жінки    | 79      | 15                 | 38               | 26                   |
| Разом    | 145     | 25                 | 84               | 36                   |